# PSA World Tour 2006/07
Die PSA World Tour 2006/07 umfasst alle Squashturniere der Herren-Saison 2006/07 der PSA World Tour. Sie begann am 1. August 2006 und endete am 31. Juli 2007. Die nach dem Monat sortierte Übersicht zeigt den Ort des Turniers an, dessen Namen, das ausgeschüttete Gesamtpreisgeld, sowie den Sieger des Turniers. In der abschließenden Tabelle werden sämtliche Turniersieger nach der Menge ihrer Titel aufgelistet. Dabei ist es nicht relevant, welche Wertigkeit die vom Spieler gewonnenen Turniere besaßen, auch wenn eine entsprechende Erfassung erfolgt.
In der Saison 2006/07 fanden insgesamt 102 Turniere statt. Das Gesamtpreisgeld betrug 2.627.473 US-Dollar.

## Tourinformationen

### Anzahl nach Turnierserie
| Turnierserie | WM 1 | Super S. 2 | 5 Star | 4 Star | 3 Star | 2 Star | 1 Star | Satellite |
| ------------ | ---- | ---------- | ------ | ------ | ------ | ------ | ------ | --------- |
| Anzahl       | 1    | 11         | 7      | 4      | 3      | 14     | 24     | 38        |
| Gesamt       | 1    | 11         | 52     | 52     | 52     | 52     | 52     | 38        |

## Turnierplan

### August
| Datum         | Ort            | Turnier                                  | Preisgeld | Sieger          |
| ------------- | -------------- | ---------------------------------------- | --------- | --------------- |
| 08.08.–11.08. | Heliopolis     | Heliopolis Rotary Open 2006              | $ 40.000  | Wael El Hindi   |
| 10.08.–13.08. | Mumbai         | Otters Open 2006                         | $ 10.000  | Saurav Ghosal   |
| 11.08.–13.08. | Whakatāne      | Whakatāne – Bay of Plenty 2006           | $ 6.000   | Kashif Shuja    |
| 15.08.–19.08. | Sheffield      | Mamut English Open 2006                  | $ 50.000  | Thierry Lincou  |
| 17.08.–20.08. | Auckland       | Five Star Finance Auckland Open 2006     | $ 10.000  | Jonathan Kemp   |
| 19.08.–20.08. | Tilburg        | Altipower Tilburg Open 2006              | $ 6.000   | Scott Handley   |
| 25.08.–27.08. | New Plymouth   | Central Open 2006                        | $ 6.000   | Kashif Shuja    |
| 31.08.–03.09. | Belo Horizonte | Fashion Squash Tour – Patio Savassi 2006 | $ 10.000  | Aaron Frankcomb |

### September
| Datum         | Ort          | Turnier                                            | Preisgeld | Sieger           |
| ------------- | ------------ | -------------------------------------------------- | --------- | ---------------- |
| 01.09.–06.09. | Kairo        | Squash-Weltmeisterschaft 2006                      | $ 152.500 | David Palmer     |
| 15.09.–18.09. | Nottingham   | Dunlop British Open Squash Championships 2006      | $ 60.000  | Nick Matthew     |
| 16.09.–17.09. | Weert        | Impuls Squash Open 2006                            | $ 3.000   | Michael Fiteni   |
| 20.09.–23.09. | Barcelona    | XI Trofeu Ciutat de Barcelona 2006                 | $ 6.000   | Bradley Ball     |
| 21.09.–24.09. | Bogotá       | IX Abierto Colombiano de Squash Club El Nogal 2006 | $ 20.000  | Peter Barker     |
| 22.09.–26.09. | St. Louis    | MPM St. Louis Open 2006                            | $ 50.000  | Stewart Boswell  |
| 26.09.–29.09. | Karatschi    | CNS International 2006                             | $ 25.000  | Adrian Grant     |
| 28.09.–01.10. | Budapest     | Hungarian Open 2006                                | $ 50.000  | Grégory Gaultier |
| 29.09.–02.10. | Mexiko-Stadt | Cuauhtémoc Mexico City Open 2006                   | $ 10.000  | Eric Gálvez      |

### Oktober
| Datum         | Ort           | Turnier                                                   | Preisgeld | Sieger           |
| ------------- | ------------- | --------------------------------------------------------- | --------- | ---------------- |
| 04.10.–07.10. | Williamstown  | Berkshire Squash Open 2006                                | $ 20.000  | Cameron Pilley   |
| 09.10.–12.10. | New York City | Village Open 2006                                         | $ 85.000  | David Palmer     |
| 10.10.–15.10. | Baltimore     | Baltimore Cup 2006                                        | $ 10.000  | Joey Barrington  |
| 18.10.–22.10. | Hongkong      | Cathay Pacific Swiss Privilege Hong Kong Squash Open 2006 | $ 120.000 | Amr Shabana      |
| 19.10.–22.10. | Ottawa        | Goodlife Squash Open 2006                                 | $ 10.000  | Shawn Delierre   |
| 19.10.–22.10. | Dublin        | Leinster Open 2006                                        | $ 6.000   | Jonathan Harford |
| 25.10.–28.10. | Krakau        | McWil Dunlop Polish Squash Open 2006                      | $ 6.000   | Omar Abdel Aziz  |
| 26.10.–29.10. | Saskatchewan  | Saskatoon Boast Squash Open 2006                          | $ 10.000  | Eric Gálvez      |

### November
| Datum         | Ort           | Turnier                             | Preisgeld | Sieger                  |
| ------------- | ------------- | ----------------------------------- | --------- | ----------------------- |
| 02.11.–05.11. | Manitoba      | Bieber Securities Fall Classic 2006 | $ 6.000   | Jorge Baltazar          |
| 02.11.–05.11. | Vancouver     | Coastal Contacts Open 2006          | $ 20.375  | Peter Barker            |
| 02.11.–07.11. | Detroit       | Motor City Open 2006                | $ 30.000  | John White              |
| 03.11.–06.11. | Islamabad     | CAS International 2006              | $ 25.000  | Borja Golán             |
| 08.11.–11.11. | Nairobi       | Kengen Parklands Open 2006          | $ 5.000   | Mohammed Ali Anwar Reda |
| 09.11.–12.11. | Alberta       | Grande Prairie Open 2006            | $ 10.000  | Bradley Ball            |
| 12.11.–16.11. | Boston        | US Open 2006                        | $ 77.500  | Grégory Gaultier        |
| 15.11.–18.11. | Wolverhampton | Wolverhampton Open 2006             | $ 20.000  | Borja Golán             |
| 16.11.–19.11. | Florida       | Sunset Squash 2006                  | $ 3.000   | Dick Lau                |
| 20.11.–25.11. | Islamabad     | Pakistan Open 2006                  | $ 85.000  | Thierry Lincou          |
| 29.11.–02.12. | Oslo          | Grays Oslo Open 2006                | $ 6.250   | Márk Krajcsák           |
| 29.11.–02.12. | Baltimore     | Merritt Properties Open 2006        | $ 25.000  | John White              |

### Dezember
| Datum         | Ort       | Turnier                         | Preisgeld | Sieger        |
| ------------- | --------- | ------------------------------- | --------- | ------------- |
| 13.12.–16.12. | Turin     | 8 Gallery Squash Open 2006      | $ 6.000   | Julien Balbo  |
| 14.12.–17.12. | Teneriffa | Prince Canary Islands Open 2006 | $ 12.000  | Joseph Kneipp |
| 16.12.–20.12. | al-Chubar | Saudi International 2006        | $ 130.000 | Amr Shabana   |

### Januar
| Datum         | Ort          | Turnier                                                | Preisgeld | Sieger            |
| ------------- | ------------ | ------------------------------------------------------ | --------- | ----------------- |
| 08.01.–12.01. | Toronto      | Pace Canadian Classic 2007                             | $ 75.000  | Ramy Ashour       |
| 12.01.–14.01. | Barcelona    | IX Open Int. D’Squash Esportiu Rocafort-St Antoni 2007 | $ 3.000   | Julien Balbo      |
| 13.01.–14.01. | Valkenswaard | Forexx Valkenswaard Open 2007                          | $ 6.000   | Omar Elborolossy  |
| 18.01.–21.01. | Hongkong     | Buler Squash Challenge Cup 2007                        | $ 4.000   | Stephen Coppinger |
| 18.01.–21.01. | Vancouver    | Comfort Inn Open 2007                                  | $ 20.000  | Shahier Razik     |
| 18.01.–23.01. | Chicago      | Infor Windy City Open 2007                             | $ 80.000  | Amr Shabana       |
| 19.01.–21.01. | Rochester    | Rochester Pro-Am 2007                                  | $ 4.000   | Jorge Baltazar    |
| 25.01.–28.01. | Calgary      | Talisman Energy Bankers Hall Club Pro-Am 2007          | $ 10.000  | Daryl Selby       |
| 26.01.–29.01. | Dayton       | EBS Dayton Open 2007                                   | $ 50.000  | Ramy Ashour       |
| 30.01.–03.02. | Richmond     | Virginia Pro Championships 2007                        | $ 50.000  | Anthony Ricketts  |

### Februar
| Datum         | Ort           | Turnier                                   | Preisgeld | Sieger             |
| ------------- | ------------- | ----------------------------------------- | --------- | ------------------ |
| 01.02.–04.02. | Winnipeg      | ADL/Rodenstock Manitoba Open 2007         | $ 15.000  | Graham Ryding      |
| 01.02.–04.02. | Oslo          | Grays Norwegian Open 2007                 | $ 11.000  | Daryl Selby        |
| 07.02.–10.02. | Portland      | Oregon Open Squash Championships 2007     | $ 30.000  | Laurens Jan Anjema |
| 08.02.–11.02. | Linköping     | Case Swedish Open 2007                    | $ 31.250  | David Palmer       |
| 15.02.–18.02. | Richmond      | Worldgate Sport and Health Open 2007      | $ 10.000  | Yasser El Halaby   |
| 19.02.–22.02. | Halifax       | Bluenose Squash Classic 2007              | $ 20.000  | Shahier Razik      |
| 24.02.–02.03. | New York City | Bear Stearns Tournament of Champions 2007 | $ 70.000  | Amr Shabana        |
| 27.02.–02.03. | Kisch         | International Fajr Champs 2007            | $ 6.000   | Gary Wheadon       |

### März
| Datum         | Ort          | Turnier                              | Preisgeld | Sieger            |
| ------------- | ------------ | ------------------------------------ | --------- | ----------------- |
| 02.03.–04.03. | Salzburg     | Salzburg Open 2007                   | $ 3.000   | John Rooney       |
| 09.03.–11.03. | Genf         | Sigma 34th Swiss Open 2007           | $ 4.000   | Stephen Coppinger |
| 14.03.–17.03. | Kuala Lumpur | CIMB KL Open 2007                    | $ 40.000  | Mohammed Abbas    |
| 19.03.–23.03. | London       | ISS Canary Wharf Squash Classic 2007 | $ 52.500  | James Willstrop   |
| 22.03.–24.03. | Saskatchewan | Saskatchewan Open Squash 2007        | $ 6.000   | Jorge Baltazar    |
| 27.03.–30.03. | Islamabad    | COAS International 2007              | $ 25.000  | Adrian Grant      |
| 29.03.–01.04. | Wien         | Austrian Squash Open 2007            | $ 5.000   | Stephen Coppinger |

### April
| Datum         | Ort          | Turnier                             | Preisgeld | Sieger               |
| ------------- | ------------ | ----------------------------------- | --------- | -------------------- |
| 05.04.–08.04. | Kuala Lumpur | NSC Satellite No.1 2007             | $ 3.000   | Mohd Nafiizwan Adnan |
| 06.04.–08.04. | Galway       | Garavan’s West of Ireland Open 2007 | $ 3.000   | John Rooney          |
| 07.04.–11.04. | Kuwait       | Sheikha Al Saad Kuwait Open 2007    | $ 200.000 | Ramy Ashour          |
| 12.04.–15.04. | Malmö        | Malmö Open 2007                     | $ 3.000   | Romain Tenant        |
| 13.04.–17.04. | Doha         | Qatar Classic 2006 1                | $ 120.000 | Ramy Ashour          |
| 19.04.–22.04. | Dublin       | Cannon Kirk Homes Irish Open 2007   | $ 20.000  | Alex Gough           |
| 20.04.–22.04. | Sønderborg   | Fros Open 2007                      | $ 3.000   | Romain Tenant        |
| 26.04.–29.04. | Lausanne     | Losone Swiss Classic 2007           | $ 10.750  | Eric Gálvez          |
| 26.04.–29.04. | Peschawar    | Governor NWFP International 2007    | $ 25.000  | Mansoor Zaman        |

 1 Aufgrund von Bauarbeiten in der Austragungsstätte wurde das Turnier statt wie geplant im Dezember 2006 erst im April 2007 ausgetragen.

### Mai
| Datum         | Ort           | Turnier                                               | Preisgeld | Sieger                  |
| ------------- | ------------- | ----------------------------------------------------- | --------- | ----------------------- |
| 03.05.–06.05. | Brescia       | 11th Mega Italia Open 2007                            | $ 10.000  | Scott Handley           |
| 09.05.–12.05. | Prag          | Lahudky Palma Czech Open 2007                         | $ 10.000  | Daryl Selby             |
| 10.05.–13.05. | Exeter        | Devon and Exeter Open 2007                            | $ 10.000  | Bradley Ball            |
| 12.05.–13.05. | Merredin      | Merredin International 2007                           | $ 3.500   | Matthew Karwalski       |
| 12.05.–13.05. | Darwin        | Topend Open Series 2007                               | $ 4.625   | Ryan Cuskelly           |
| 15.05.–18.05. | Kuala Lumpur  | NSC Satellite Open No. 2 2007                         | $ 3.000   | Mohammed Ali Anwar Reda |
| 17.05.–20.05. | Atlanta       | Atlanta Open 2007                                     | $ 12.000  | Yasser El Halaby        |
| 17.05.–20.05. | Perth         | City of Joondalup Open 2007                           | $ 10.000  | Scott Arnold            |
| 18.05.–20.05. | Colwyn Bay    | Le Sport Open 2007                                    | $ 3.000   | Ben Ford                |
| 20.05.–23.05. | Abbottabad    | President PSF International Squash 2007               | $ 12.000  | Mansoor Zaman           |
| 20.05.–23.05. | Kuala Lumpur  | NSC Satellite Open No. 3 2007                         | $ 3.000   | Mohammed Ali Anwar Reda |
| 21.05.–26.05. | San Francisco | Mayacamas Ranch North American Open 2007              | $ 25.000  | Mohd Azlan Iskandar     |
| 24.05.–27.05. | Oxfordshire   | Hithercroft Squash Open 2007                          | $ 11.723  | Joey Barrington         |
| 25.05.–28.05. | Kuala Lumpur  | NSC Super Satellite No. 1 2007                        | $ 6.000   | Mohammed Ali Anwar Reda |
| 26.05.–27.05. | Perth         | The City of Perth International Squash Challenge 2007 | $ 3.500   | Ryan Cuskelly           |

### Juni
| Datum         | Ort          | Turnier                                   | Preisgeld | Sieger                 |
| ------------- | ------------ | ----------------------------------------- | --------- | ---------------------- |
| 01.06.–03.06. | Cardiff      | Welsh Open 2007                           | $ 3.000   | Shaun Le Roux          |
| 02.06.–04.06. | Kalgoorlie   | Fluid Line Golden Open International 2007 | $ 3.500   | Scott Arnold           |
| 13.06.–16.06. | Chennai      | 5th ICL Chennai Open 2007                 | $ 6.000   | Saurav Ghosal          |
| 14.06.–17.06. | Kuala Lumpur | NSC Super Satellite No. 2 2007            | $ 6.000   | Chris Ryder            |
| 19.06.–22.06. | Kuala Lumpur | NSC Satellite No. 4 2007                  | $ 3.000   | Mohd Nafiizwan Adnan   |
| 20.06.–23.06. | Athen        | Life Greek Squash Open 2007               | $ 11.250  | Omar Mosaad            |
| 21.06.–24.06. | São Paulo    | Mitsubishi Motors Squash Open 2007        | $ 10.000  | Miguel Ángel Rodríguez |
| 28.06.–01.07. | Adelaide     | Partek S. A. Open 2007                    | $ 6.500   | Cameron White          |

### Juli
| Datum         | Ort          | Turnier                                      | Preisgeld | Sieger              |
| ------------- | ------------ | -------------------------------------------- | --------- | ------------------- |
| 05.07.–08.07. | Clare        | Clare Valley Australian Open 2007            | $ 20.000  | Stewart Boswell     |
| 09.07.–12.07. | Kairo        | Heliopolis Rotary Open 2007                  | $ 41.250  | Wael El Hindi       |
| 17.07.–22.07. | Houston      | BCD & SMH Houston Squash Champs 2007         | $ 11.000  | Omar Elborolossy    |
| 25.07.–28.07. | Kuala Lumpur | CIMB Malaysian Open Squash Championship 2007 | $ 42.500  | Mohd Azlan Iskandar |

### August 2007
| Datum         | Ort        | Turnier                         | Preisgeld | Sieger      |
| ------------- | ---------- | ------------------------------- | --------- | ----------- |
| 09.08.–12.08. | Manchester | PSA Super Series Finals 2006/07 | $ 75.000  | Ramy Ashour |

Die Finals gehörten noch zur Saison 2006/07, wenn auch der Austragungsermin außerhalb der Saison lag.